# فيضي الأتاسي
فيضي الأتاسي (1899 - 1982)، هو سياسي سوري ومحامي، وأحد مؤسسي حزب الشعب؛ نشط خلال الجمهورية السورية الأولى، وانتخب نائبًا عن حمص بدءًا من انتخابات 1947 ليكون بذلك سادس النواب الأتاسيين، وحافظ على مقعده النيابي من 1947 حتى 1963 حين سقوط الجمهورية الأولى؛ وشارك كوزير في عدد من الحقائب الهامة أبرزها وزارة الخارجية في أحد عشر حكومة سورية، وكان معروفًا بدعمه مشروع سوريا الكبرى ووحدة الهلال الخصيب تحت التاج الهاشمي، وكان قد عمل قبلاً مع الملك فيصل الأول خلال عهد المملكة السورية العربية القصير. عارض الأتاسي الانقلابات العسكرية في سوريا، وسجنه حسني الزعيم بعد انقلابه في مارس 1949، وتولى أيضًا رئاسة بلدية حمص ومنصب محافظ حماة.
أسس الأتاسي صحيفة «السوري الجديد» في حمص عام 1948، ودرج على الكتابة فيها، وأغلقت الصحيفة في أعقاب انقلاب أديب الشيشكلي الأول عام 1951.

## حياته
ولد في الكرك عام 1898 والده محمد الأتاسي كان مفتي مدينة حمص؛ أوفدته العائلة إلى إسطنبول لمتابعة علومه، فالتحق بالقسم الفرنسي، وأكمال الدراسة الثانوية في مدرسة الآباء البيض في القدس، ثم أتمّ دراسته الجامعية في الحقوق من إحدى جامعات جينيف وكان له من العمر ستة عشر عامًا، ونتيجة اندلاع الحرب العالمية الأولى، لم يتخرج من جامعة جينيف بل عاد إلى دمشق، وتخرج من معهد الحقوق في الجامعة السورية، وكان يدرس فيها فارس الخوري، كما نال إجازة في العلوم السياسية إلى جانب إجازة الحقوق؛ فضلاً عن إلمامه بالشريعة الإسلامية واللغة العربية عن طريق والده، وكان الأتاسي يتقن العربية، والفرنسية، والتركية، والإنكليزية.
بعد بداية الانتداب الفرنسي على سوريا ولبنان عينّ محافظًا لحماه، وعزل على خلفية تعاطفه مع الثورة السورية الكبرى، وعاد إلى العمل السياسي بالمشاركة في المؤتمر التأسيسي الكتلة الوطنية الذي انعقد برئاسة هاشم الأتاسي عام 1928. ترشح الاتاسي للمجلس النيابي بدءًا من انتخابات 1947، وفاز بجميع الانتخابات التالية، حتى سقوط الجمهورية الأولى عام 1963؛ وشارك عام 1948 بتأسيس حزب الشعب، بزعامة ناظم القدسي، والذي عارض الحزب الوطني بزعامة شكري القوتلي. شارك الأتاسي بأحد عشر حكومة سورية بدءًا من 1941، شملت المعارف، والشؤون الاجتماعية، والعدل، والصحة، والاقتصاد الوطني، والدفاع الوطني، والداخلية، والخارجية، وسمي رئيسًا للوزراء مرة واحدة بعيد انقلاب حسني الزعيم إلا أنه اعتذر عن التأليف.
في أواخر 1956، اتهم الأتاسي بالاشتراك في حلف بغداد مع مملكة العراق، واتهمه عبد الحميد السراج بمحاولة الانقلاب العسكري، فاعتقل مع عدد من المتهمين بالتخطيط للانقلاب ومنهم عدنان الأتاسي، ومنير العجلاني، فهرب إلى خارج سوريا، ثم حكم عليه بالبراءة لعدم توافر الأدلة، فعاد الأتاسي إلى سوريا، وعارض الوحدة مع مصر، وقاطع العمل السياسي في سنوات الوحدة، وشارك في توقيع بيان الانفصال عام 1961.
اعتزل فيضي الأتاسي السياسة بعد 1963، فتفرغ للقراءة والتأليف في حمص، حتى وفاته في نوفمبر 1982.